# Omer Fortuzi
Omer Fortuzi też jako: Ymer Fortuzi (ur. 12 kwietnia 1895 w Tiranie, zm. 1 marca 1993 w Rzymie) – albański ekonomista i przedsiębiorca, burmistrz Tirany w latach 1942-1943.

## Życiorys
Pochodził z zamożnej rodziny, był synem kupca Hamida Fortuziego i Zubejte z d. Delialisi. Uczył się w szkole angielskiej w Stambule. Ukończył studia ekonomiczne w Rzymie, a następnie wspólnie z bratem Mustafą zajmował się handlem. Z jego inicjatywy wzniesiono kilka budynków w Tiranie (dzisiejszy budynek Ministerstwa Środowiska Naturalnego) i w Durrësie (Hotel Wołga). Współpracował z włoską firmą Staccioli przy budowie dróg i sieci kanalizacyjnej w Albanii. Był także pośrednikiem w kontaktach między albańskimi właścicielami ziemskimi, a przedsiębiorstwami włoskimi. Pełnił funkcję honorowego przewodniczącego Izby Handlowej w Tiranie. W czasie okupacji włoskiej był członkiem partii faszystowskiej i zasiadał w Najwyższej Faszystowskiej Radzie Korporacyjnej (Këshilli i Epërm Korporativ Fashist). W 1942 objął stanowisko burmistrza Tirany, które pełnił przez rok, do kapitulacji Włoch.
Po kapitulacji Włoch opuścił kraj i zamieszkał w Rzymie.
Był żonaty (żona Eliona była córką posiadacza ziemskiego Muharrema Jero), miał dwóch synów.